# Diego Olate
Diego Alejandro Olate Jeria (* 11. Januar 1987 in Rancagua) ist ein ehemaliger chilenischer Fußballspieler. Der Abwehrspieler wurde Meister der Clausura 2009.

## Karriere
Diego Olate begann seine Karriere in seiner Heimatstadt Rancagua beim CD O’Higgins. Dort debütierte Olate 2005 und absolvierte 111 Ligaspiele für den Klub. 2009 wurde Olate an den CSD Colo-Colo ausgeliehen, mit dem er die Meisterschaft der Clausura 2009 gewann. Er spielte noch für weitere chilenische Klubs und für den schwedischen Klub Husqvarna FF in der Superettan. Nach seiner Zeit bei Deportes La Serena war er lange Zeit ohne Verein. Seine Karriere beendete Olate bei Lautaro de Buin 2019 in der Segunda División.
Nach seiner Fußballkarriere studierte er Bauingenieurwesen.

## Erfolge
- Chilenischer Meister: 2009-C